# NEVERLAND (松澤由美の曲)
『NEVERLAND』（ネヴァーランド）は、松澤由美の13作目のシングル。2006年12月6日にCreative Idea Of Associatesから発売された。

## 概要
- シングル作品としては前作『託す者へ〜My Dear〜』以来約11か月を経ての発表となる。
- 前作を収録時にプロデューサーと談笑をしていた所、本作の歌唱オーディションの誘いを受け、リリースを勝ち取った。
- カップリングには加藤いづみによる楽曲が収録されている。

## 収録曲
全作詞・作曲・編曲：藤田千章
1. NEVERLAND
PlayStation 2用ゲーム『サモンナイト4』オープニングテーマ
2. シアワセのタネ
歌：加藤いづみ
3. NEVERLAND（オリジナル・カラオケ）
4. シアワセのタネ（オリジナル・カラオケ）